# آندربا
آندربا (به لاتین: Andreba) یک منطقهٔ مسکونی در ماداگاسکار است که در آنتسوهیهو واقع شده‌است. آندربا ۱۳٬۰۰۰ نفر جمعیت دارد و ۴۸ متر بالاتر از سطح دریا واقع شده‌است.